# 피토드리 스타디움
피토드리 스타디움(영어: Pittodrie Stadium)은 스코틀랜드 애버딘에 위치한 축구 경기장으로 수용 인원은 20,897명이다. 1899년에 개장했으며 1903년부터 현재까지 애버딘 FC의 홈 구장으로 사용되고 있다. 스코틀랜드에서 5번째로 큰 경기장이며 럭비 경기장으로 사용되기도 한다.